# Paramesodes matalae
Paramesodes matalae är en insektsart som beskrevs av Wilson 1983. Paramesodes matalae ingår i släktet Paramesodes och familjen dvärgstritar. Inga underarter finns listade i Catalogue of Life.